# Лядов Микола
Микола Лядов (Лядів Н.; нар. 1900 — 1937?) — український сценарист, кінознавець.

## Кар'єра
Працював на Ялтинській і Одеській кінофабриках ВУФКУ.
Автор сценаріїв стрічок: «Вибух» (1926), «Каламуть» (1927), матеріалів до фільму «Одна ніч» (1927), «Останній каталь» (1931). 
Виступав у 1920—1930-х рр. із статтями на шпальтах журналу «Кіно».
Автор книги «Сценарій. Основи кінодраматургії та техніка сценарію» (К., 1930).
Помер приблизно в 1937 році.